# Middleberg (Oklahoma)
Middleberg est une census-designated place du comté de Grady, dans l'État d'Oklahoma, aux États-Unis. En 2020, elle compte une population de 99 habitants.